# MOS Technology VIA

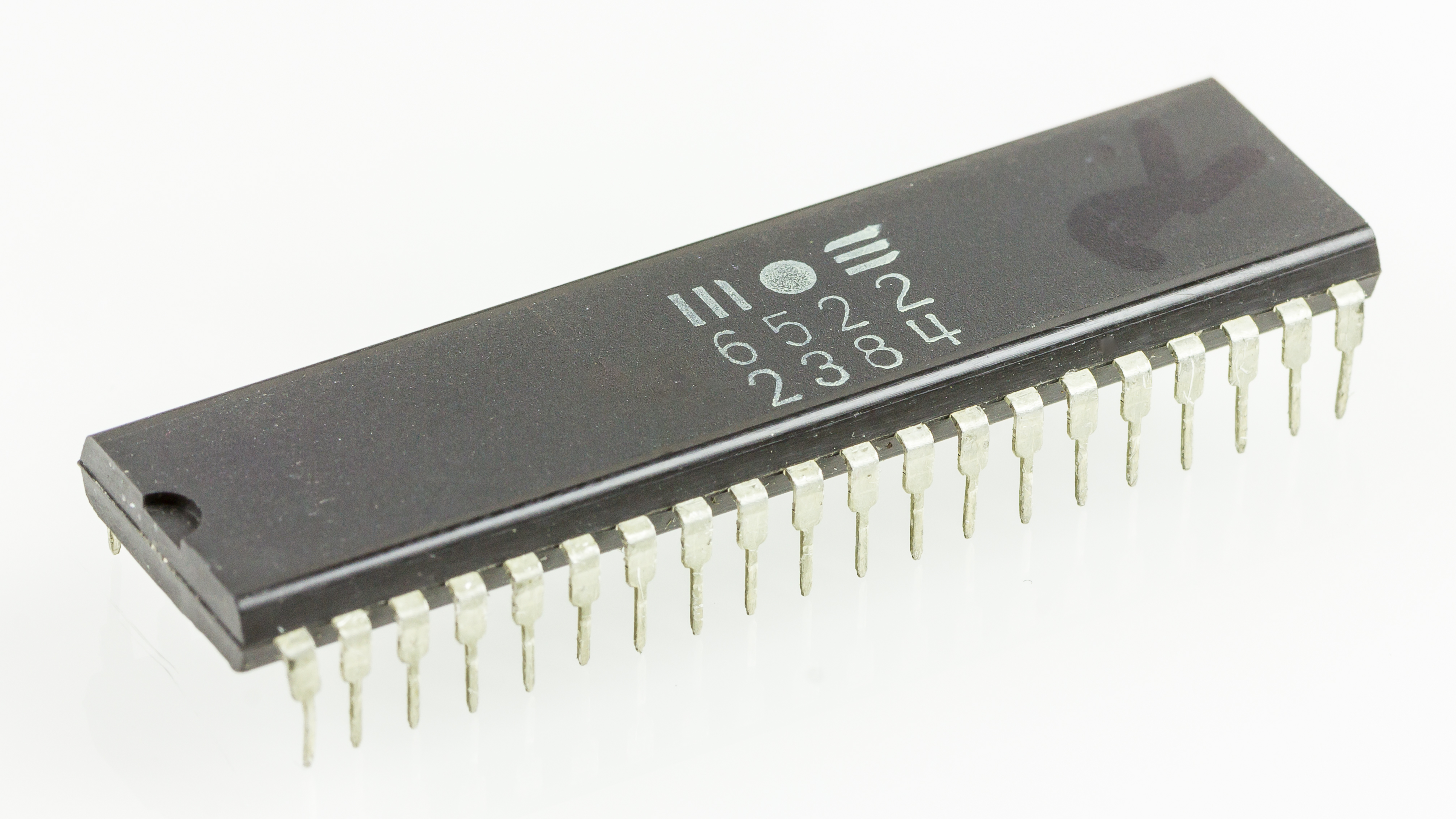
MOS 6522 (VIA)

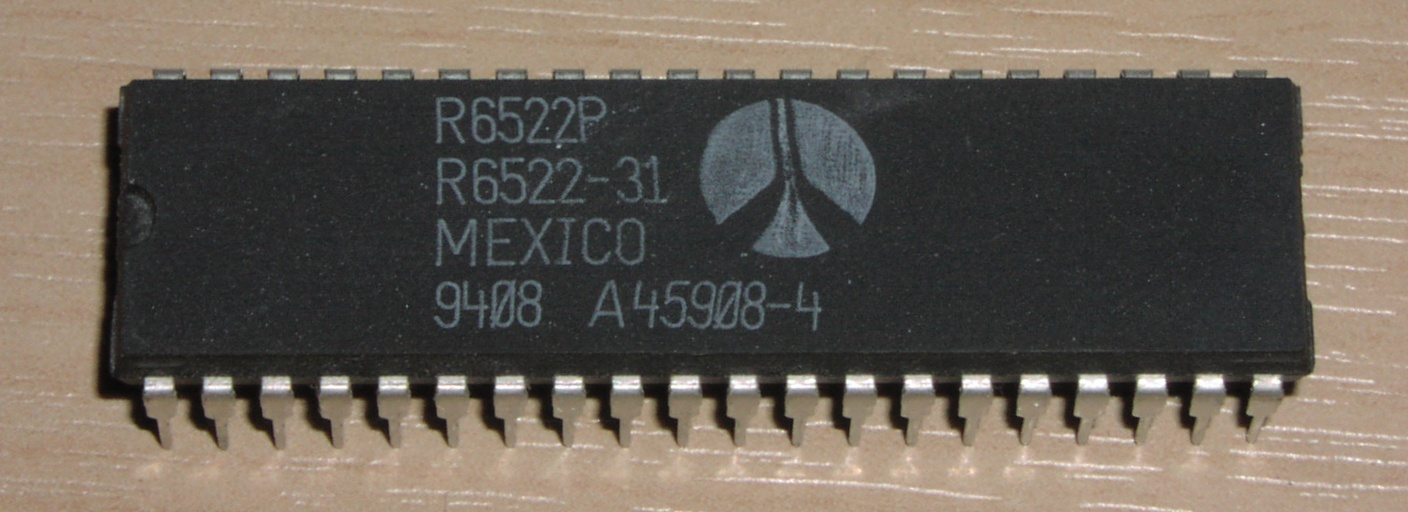
Rockwell 6522 (VIA)

Der Versatile Interface Adapter 6522 (VIA) ist ein flexibler Ein-/Ausgabebaustein der Firma MOS Technology, der ursprünglich für 8-Bit-Mikroprozessorsysteme der 6500-Familie entwickelt wurde. Er verfügt über zwei 16-Bit-Intervalltimer, ein seriell-nach-parallel/parallel-nach-seriell-Schieberegister und zwei individuell programmierbare I/O-Ports mit je 8 Bit. Zur Kontrolle dieser Funktionen gibt es ein Interrupt-Flag-Register, ein Interrupt-Enable-Register und ein Paar Funktionskontrollregister. 
VIA-Bausteine wurden in vielen Personal Computern der 1980er Jahre eingesetzt, außerdem in industriellen Steuercomputern und Einplatinencomputern.
Der 6522 wurde auch von Rockwell Semiconductor, Synertek, GTE/CMD, Western Design Center und UMC in Lizenz gefertigt.

## Registersatz
Ein VIA enthält einen Registersatz, der bei der Kommunikation zwischen VIA und Prozessor über einen Datenbus mit 8 Bit und einen Adressbus mit 4 Bit (also über 16 Adressen) angesprochen wird.

## Der Schieberegister-Fehler

Pin-Belegung

Das im VIA enthaltene Schieberegister, welches 8 aufeinander folgende Bits ohne CPU-Unterstützung hätte senden bzw. empfangen können, weist einen Designfehler auf, weshalb es nicht, wie ursprünglich geplant, zur Implementierung des CBM-Busses („seriellen IEC-Busses“) im Commodore VC 20 eingesetzt werden konnte. Stattdessen wurde diese Funktionalität komplett in Software implementiert. Das hatte zur Folge, dass dieser Bus nur mit ca. 1/4 der Geschwindigkeit arbeiten konnte, als wenn man auf das Schieberegister hätte zurückgreifen können.
Bei den CIAs 6526 des Nachfolgemodells C64 wurde das besagte Problem zwar behoben, aber in der Floppy VC1540 (und später der VC1541) wurden immer noch die VIA-Chips verwendet. Außerdem entschied sich das damalige Commodore-Marketing, die Rückwärtskompatibilität zum VC 20 wichtiger als die Floppygeschwindigkeit einzustufen, und so wurde dieselbe Technik mit ihrer geringen Geschwindigkeit beibehalten. Erst beim C128 in Verbindung mit den Floppys VC1570 und VC1571 wurde die ursprünglich geplante Technik realisiert, die dann als Fast-Serial-Bus bezeichnet wurde. Zusätzlich wurde mit diesen beiden Floppys der von Commodore sogenannte Burstmodus eingeführt, der ebenfalls das Schieberegister verwendete.
In den CMOS-Ausführungen von GTE/CMD (G65SC22) und Western Design Center (W65C22) wurde der Fehler ebenfalls behoben.